# Rivière Mistassibi
Der Rivière Mistassibi ist ein linker Nebenfluss des Rivière Mistassini in Zentral-Québec in Kanada.

## Flusslauf
Er hat eine Länge von 298 km und ein Einzugsgebiet von 9325 km². 
Seinen Ursprung hat er in einem Gebiet namenloser Seen etwa 50 km östlich der Canso Bay von Lac Albanel, einem östlichen Nachbarsee des Lac Mistassini.
Der Name "Mistassibi", erst seit Ende des 19. Jahrhunderts in Verwendung, stammt aus der Innu-Sprache und bedeutet „großer Fluss“. Ein alternativer Flussname war Rivière aux Foins.
Genauso wie der benachbarte Fluss Rivière Mistassini, verläuft der Rivière Mistassibi in Nord-Süd-Richtung.  
Er durchfließt dabei den See Lac au Foin. 
Zu seinen Zuflüssen gehören Rivière aux Oiseaux, Rivière du Dépôt und Rivière Mistassibi Nord-Est. 
Der Rivière Mistassibi mündet schließlich bei Mistassini, Stadtteil von Dolbeau-Mistassini, in den Rivière Mistassini.

## Wasserkraftanlagen
Die Firma Minashtuk Inc. betreibt seit dem Mai 2000 ein Laufwasserkraftwerk (⊙) am Rivière Mistassibi 3 km im Norden von Dolbeau-Mistassini oberhalb dessen Mündung. Es hat eine installierte Leistung von 9,9 MW. Zwei Kaplan-Turbinen nutzen eine Fallhöhe von 9,5 m mit einer Ausbauwassermenge von 153 m³/s.